# Quercus john-tuckeri
Quercus john-tuckeri är en bokväxtart som beskrevs av Kevin Clark Nixon och Cornelius Herman Müller. Quercus john-tuckeri ingår i släktet ekar, och familjen bokväxter.
Artens utbredningsområde är Kalifornien. Inga underarter finns listade.